# Nikolái Bugáyev

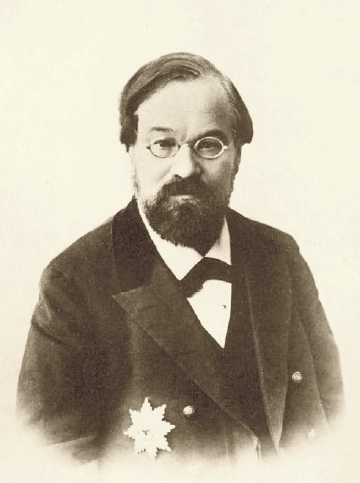
Nikolai Bugaev

Nikolay Vasílievich Bugáiev (1837-1903), fue un matemático ruso. Ejerció la docencia en la Universidad de Moscú, conocida, oficialmente, como la "Universidad Estatal de M.V Lomonósov de Moscú".

## Biografía sucinta
Fue uno de los fundadores de la Sociedad Matemática de Moscú y de la revista «Matematicheskii Sbornik», la misma que se publica desde 1867.
Se dedicó de modo proactivo, principalmente, a la teoría de números, a la teoría de convergencia de las series, a  la integración numérica, a la teoría de las ecuaciones diferenciales.